# Das 10 Gebote Movie
Das 10 Gebote Movie (Originaltitel: The Ten) ist eine US-amerikanische Filmkomödie von David Wain aus dem Jahr 2007. In diesem Episodenfilm wird passend zu jedem der zehn biblischen Gebote eine kurze Geschichte erzählt, die zeigen soll, was alles passieren kann, wenn man sich nicht an die Zehn Gebote hält.

## Handlung
Episode 1 (1. Gebot: Ich bin der Herr, dein Gott. Du sollst keine anderen Götter haben neben mir.)
Stephen Montgomery  landet unsanft auf dem Erdboden, da er seinen ersten Fallschirmabsprung in der Aufregung versehentlich ohne Fallschirm unternahm. Er überlebt, aber seine untere Körperhälfte bleibt dauerhaft in der Erde eingegraben. Seine Verlobte ist besorgt und der Arzt rät ihr, einfach so mit ihm weiter zu leben, als ob nichts passiert wäre. Kurzerhand stellt sie ein Zelt neben Stephen auf und bleibt bei ihm. Die Medien beginnen sich für ihn zu interessieren und er wird daraufhin zu einem Star mit wachsender Fangemeinde, die ihn für sich zu einem „Gott“ erklärt. Sie treiben es so weit, dass Jugendliche ohne Fallschirm aus einem Flugzeug springen, um ihrem Helden nachzueifern. Drei Jahre später ist die Euphorie verflogen und Stephen steckt noch immer im Boden, aber niemand interessiert sich mehr für ihn. Auch seine Verlobte hat ihn verlassen.
Episode 2 (2. Gebot: Du sollst den Namen des Herrn, deines Gottes, nicht missbrauchen.)
Die 35-jährige, jungfräuliche Bibliothekarin Gloria Jennings verbringt ihren Urlaub in Mexiko. Dort trifft sie einen langhaarigen, ihr auf Anhieb sympathischen jungen Mann. Sie verbringt fortan Tag und Nacht mit ihm. Nachdem sie sieht, wie er über Wasser läuft, um ihr eine Blume zu bringen, ist sie davon überzeugt, dass er Jesus Christus sei. Als sich ihr Urlaub dem Ende nähert, nimmt sie Abschied und trifft ihn nach Jahren zufällig wieder.
Episode 3 (3. Gebot: Du sollst den Feiertag heiligen.)
Dr. Glenn Richie hat bei einer Operation im Bauchraum einer Patientin absichtlich eine Schere gelassen und die Frau stirbt. Er muss sich dafür verantworten und obwohl er meint, es wäre nur ein Jux gewesen, wird er vor Gericht schuldig gesprochen und zu lebenslanger Haft verurteilt.
Episode 4 (4. Gebot: Du sollst deinen Vater und deine Mutter ehren.)
Nach dem Tod ihres Vaters wollen seine Zwillingssöhne von ihrer Mutter wissen, wer eigentlich ihr leiblicher Vater ist, denn schließlich seien sie dunkelhäutig und ihre beiden Eltern weiß. Ihre Mutter gesteht ihnen, dass sie auch mit anderen Männern Sex gehabt habe und ihr wahrer Vater sei Arnold Schwarzenegger. Die Jungs finden das zwar weiterhin seltsam, meinen aber, wichtiger als zu wissen, wer wirklich ihr Vater sei, sei es, dass er sich wie ein Vater verhält und für die Familie da sein sollte.
Episode 5 (5. Gebot: Du sollst nicht töten.)
Neidisch auf seinen Nachbarn, der sich gerade einen Computertomographen gekauft hat, will auch Ray Johnson einen haben. Nachdem er sich auch weiterhin immer das bestellt, was auch sein Nachbar gerade hat, wird er von Frau und Kind verlassen, die dieses Theater nicht länger ertragen können. Als sich die beiden in einer Kneipe miteinander streiten, gibt es einen Unfall in einem nahe gelegenen Kernkraftwerk. 75 Menschen werden verstrahlt und suchen Hilfe bei Ray Johnson, dessen Computertomographen ihr Leben retten könnte, doch die Tür ist verschlossen und niemand zu Hause.
Episode 6 (6. Gebot: sollst nicht ehebrechen.)
Dr. Glenn Richie freundet sich in der Haftanstalt mit Duane Rosenblum an. Dieser würde sich gern intimer mit Glenn einlassen, muss sich aber von ihm anhören, dass er bereits an seinen Zellengenossen Buster vergeben ist. Als er Buster Duanes Anliegen nahebringt, gibt er Glenn frei.
Episode 7 (7. Gebot: Du sollst nicht stehlen.)
Louis und Kelly haben gerade geheiratet. Unerwartet verliebt sich Kelly ernsthaft in eine Bauchredner-Puppe, die sie entwendet und mit ihr durchbrennt. Sie verlässt Louis und der Bauchredner stellt fest, dass er ohne diese Puppe endlich sein eigenes Leben führen kann.
Episode 8 (8. Gebot: Du sollst nicht falsch Zeugnis reden wider deinen Nächsten.)
In einem Obdachlosenheim wird die Geschichte von Lying Rhino erzählt, einem permanent lügendem Nashorn. Als es dann eines Tages die Wahrheit sagt, glaubt ihm niemand.
Episode 9 (9. Gebot: Du sollst nicht begehren deines Nächsten Haus.)
Da Jeff mit seiner Wohnung unzufrieden ist und zufällig seine Exfrau Gretchen wieder trifft, die ein schönes Haus hat, verlässt er seine Frau um wieder bei seiner Ex zu landen.
Episode 10 (10. Gebot: Du sollst nicht begehren deines Nächsten Weib, Knecht, Magd, Vieh noch alles, was dein Nächster hat.)
Während seine Freundin in der Kirche ist, frönt Oliver seinem Nudisten-Hobby. Er verleitet sogar seinen Nachbarn und sie laden weiter Freunde ein, um regelrechte Orgien unter Männern zu feiern. Eines Tages kommt Gloria früher aus der Kirche zurück und überrascht die nackte Männergruppe. Sie will Oliver eine Szene machen, doch dieser beschwichtigt sie mit einem Lied, das er für sie singt. Nacheinander stimmen alle Akteure der einzelnen Episoden in das Lied mit ein.

## Produktion
Der Film wurde in Mexiko und in New York City gedreht. Seine Produktionskosten betrugen schätzungsweise 5,25 Millionen US-Dollar.
Der Film hatte seine Weltpremiere am 19. Januar 2007 auf dem Sundance Film Festival. Im März 2007 wurde er auf dem South by Southwest Film Festival, auf dem Cleveland International Film Festival und auf dem AFI Dallas Film Festival gezeigt.

## Synchronisation
Die Synchronisation wurde produziert bei Think Global Media in Berlin.
| Rolle                          | Schauspieler               | Sprecher                  |
| ------------------------------ | -------------------------- | ------------------------- |
| Jeff Reigert                   | Paul Rudd                  | Norman Matt               |
| Gretchen Reigert               | Famke Janssen              | Christin Marquitan        |
| Liz Anne Blazer                | Jessica Alba               | Stephanie Kellner         |
| Abe Grossman                   | David Wain                 | Karlo Hackenberger        |
| Kelly La Fonda                 | Winona Ryder               | Maud Ackermann            |
| Marc Jacobson                  | Oliver Platt               | Tobias Meister            |
| Ray Johnson                    | Liev Schreiber             | Marco Kröger              |
| Stephen Montgomery             | Adam Brody                 | Julius Jellinek           |
| Fielding Barnes                | Ron Silver                 | Gerald Paradies           |
| Jesus H. Christ                | Justin Theroux             | Sebastian Christoph Jacob |
| Gloria Jennings                | Gretchen Mol               | Schaukje Könning          |
| Beth Soden                     | Janeane Garofalo           | Ghadah Al-Akel            |
| Bernice Jaffe                  | Kerri Kenney               | Arianne Borbach           |
| Breem Benson                   | Erica Oyama                | Ghadah Al-Akel            |
| Carlos Lopez Banderas          | Antonio Zavala             | Karlo Hackenberger        |
| Carvin 'Big Buster' Waggle     | Michael Mulheren           | Reinhard Scheunemann      |
| Dr. Glenn Richie               | Ken Marino                 | Torsten Michaelis         |
| Duane Rosenblum                | Rob Corddry                | Lutz Schnell              |
| Greg Jaffe                     | Cedric Sanders             | Gerrit Schmidt-Foß        |
| Harlan Swallow                 | Michael Paul               | Bernhard Völger           |
| Jake Johnson                   | Charlie McDermott          | Ricardo Richter           |
| Jim Stansel                    | Reed Birney                | Elmar Gutmann             |
| Kevin Lipworth                 | Chris Wylde                | Tim Moeseritz             |
| Krankenschwester Nancy Hellman | Nina Hellman               | Debora Weigert            |
| Louis LaFonda                  | Mather Zickel              | Boris Tessmann            |
| Marty McBride                  | Bobby Cannavale            | Frank Schaff              |
| Oliver Jennings                | A.D. Miles                 | Kim Hasper                |
| Paul Mardino                   | Joe Lo Truglio             | Gerald Schaale            |
| Richterin Sophia R. Jackson    | Novella Nelson             | Astrid Bless              |
| Scotty Pale                    | Thomas Lennon              | Tim Moeseritz             |
| Stanley Jaffe                  | Kevin Allison              | Karlo Hackenberger        |
| Todd Jaffe                     | Arlen Escarpeta            | Nicolás Artajo            |
| Tony Contiella                 | Jason Sudeikis             | Peter Lontzek             |
| Vermieter                      | David Diaan                | Bernd Vollbrecht          |
| Verteidiger                    | Zak Orth                   | Johannes Berenz           |
| Lying Rhino                    | Stimme von H. Jon Benjamin | Tommy Morgenstern         |

## Kritiken
Dennis Harvey schrieb in der Zeitschrift Variety, der Film sei „ungleichmäßig“, aber häufig „urkomisch“. Nichts sei dem Film heilig; die Geschmacklosigkeiten seien meistens witzig.